# 法羅群島21歲以下國家足球隊
法羅群島21歲以下國家足球隊（簡稱法羅群島U21）是法羅群島的21歲以下國家足球代表隊，由法羅群島足球協會組織，參加每兩年舉辦一次的歐洲U-21足球錦標賽。

## 競賽歷史
法羅群島U21自2009年開始參加歐洲U-21足球錦標賽，於2011年外圍賽主場爆冷1-0擊敗俄羅斯，錄得參賽以來第二場勝仗。

### 歐青盃歷屆成績
| 年度   | 主辦國   | 冠軍     | 成績       |
| ------ | -------- | -------- | ---------- |
| 1978年 | 主客制   | 南斯拉夫 | 沒有參賽   |
| 1980年 | 主客制   | 蘇聯     | 沒有參賽   |
| 1982年 | 主客制   | 英格蘭   | 沒有參賽   |
| 1984年 | 主客制   | 英格蘭   | 沒有參賽   |
| 1986年 | 主客制   | 西班牙   | 沒有參賽   |
| 1988年 | 主客制   | 法國     | 沒有參賽   |
| 1990年 | 主客制   | 蘇聯     | 沒有參賽   |
| 1992年 | 主客制   | 義大利   | 沒有參賽   |
| 1994年 | 法國     | 義大利   | 沒有參賽   |
| 1996年 | 西班牙   | 義大利   | 沒有參賽   |
| 1998年 | 羅馬尼亞 | 西班牙   | 沒有參賽   |
| 2000年 | 斯洛伐克 | 義大利   | 沒有參賽   |
| 2002年 | 瑞士     | 捷克     | 沒有參賽   |
| 2004年 | 德国     | 義大利   | 沒有參賽   |
| 2006年 | 葡萄牙   | 荷蘭     | 沒有參賽   |
| 2007年 | 荷蘭     | 荷蘭     | 沒有參賽   |
| 2009年 | 瑞典     | 德國     | 外圍賽出局 |
| 2011年 | 丹麦     |          |            |

## 外部連結
- 歐洲足協U-21網站 （页面存档备份，存于）
- RSSSF：歐青盃全紀錄 （页面存档备份，存于）